# Corvo-marinho-preto
O corvo-marinho-preto (Phalacrocorax sulcirostris) é uma espécie de ave da família Phalacrocoracidae. É frequente em rios e lagos menores na maioria das áreas da Austrália e do norte da Nova Zelândia. Tem cerca de sessenta centímetros de comprimento e é todo preto com olhos verde-azulados.

## Taxonomia
A espécie é monotípica (não são reconhecidas subespécies).